# Kadan Young
Kadan Christophe Young (Erdington, 19 januari 2006) is een Engels voetballer die bij voorkeur als middenvelder speelt. Hij wordt door Aston Villa uitgeleend aan Antwerp.

## Clubcarrière
Op 24 september 2024 debuteerde Young voor Aston Villa in de League Cup tegen Wycombe Wanderers. In februari 2025 werd hij voor de rest van het seizoen uitgeleend aan Antwerp.